# Église Saint-Pierre de Saint-Satur
Pour les articles homonymes, voir Église Saint-Pierre.
L'église Saint-Pierre est une église catholique située sur la commune de Saint-Satur dans le département du Cher, en France. C'est l'ancienne église abbatiale Saint-Guinefort de l'abbaye de Saint-Satur.

## Localisation
L'église est située au centre de la commune de Saint-Satur à quelque pas du viaduc de Saint-Satur.

## Description

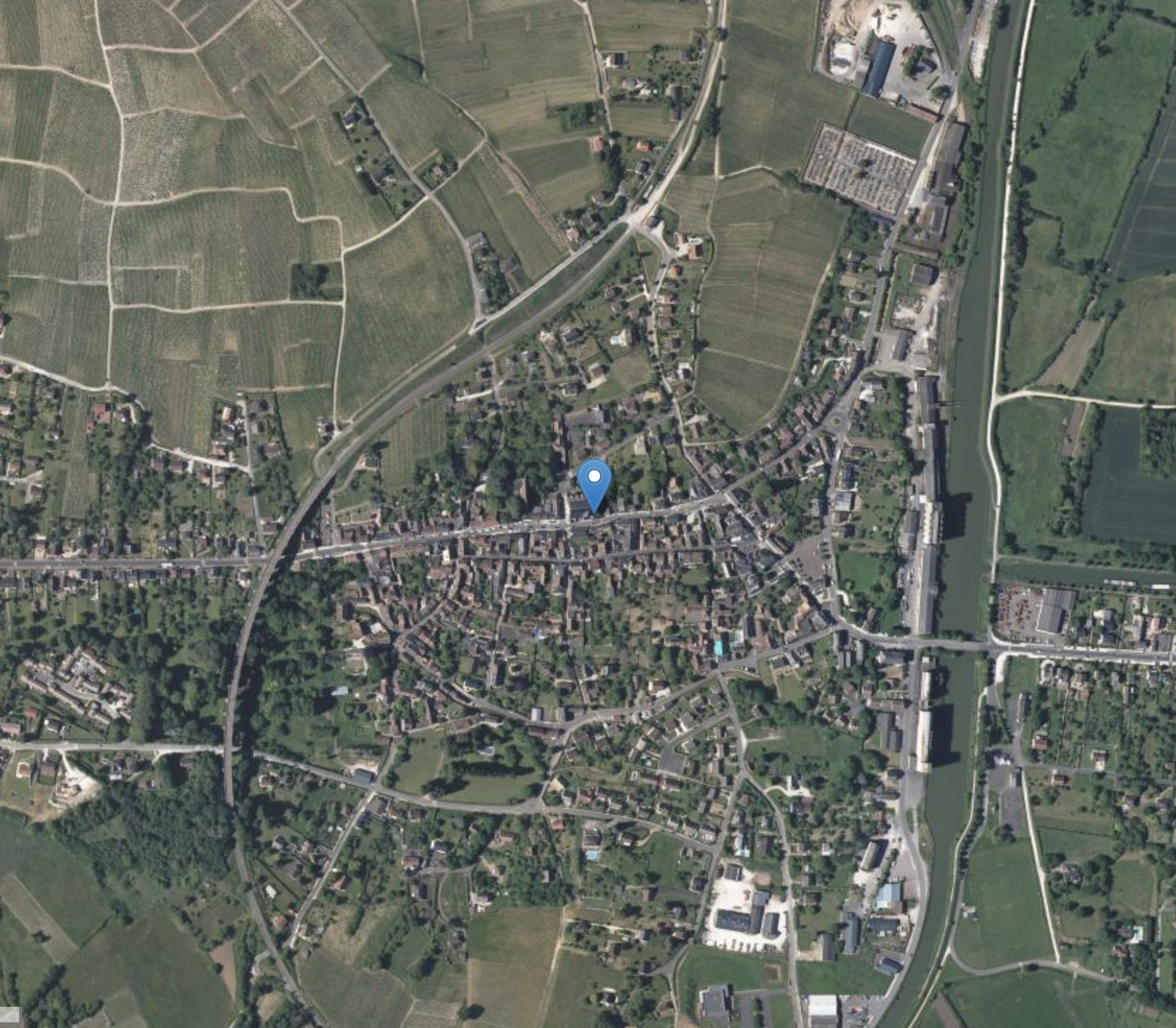
L'église de Saint-Satur au centre de la commune.

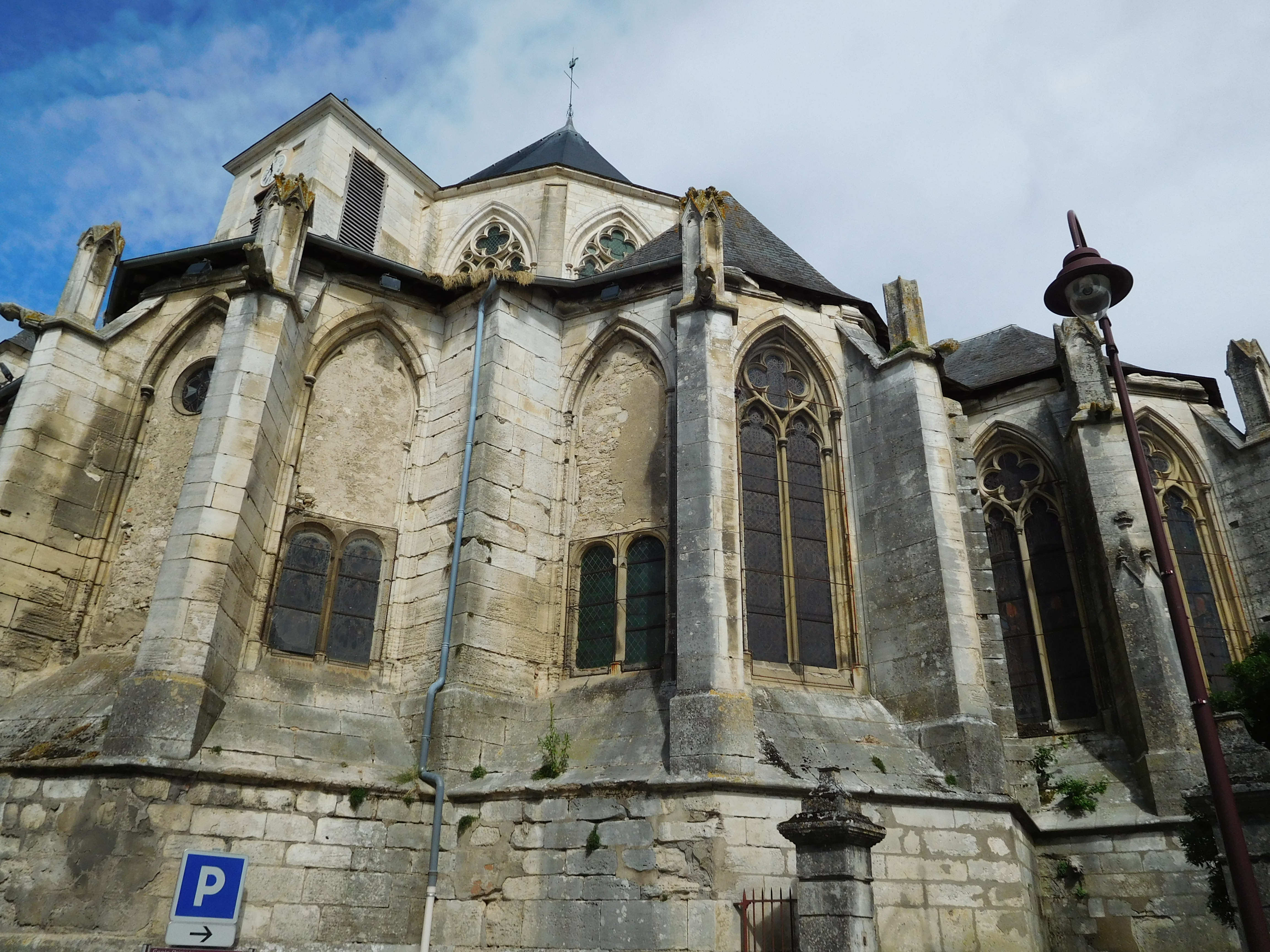
Chevet.

Le chœur de l'église, avec bas-côtés et déambulatoire, est ceinturé de sept chapelles, dont cinq rayonnantes. Les grandes arcades qui séparent le vaisseau central des bas-côtés sont surmontées d’un passage de circulation traversant les piles au-dessous des fenêtres qui occupent toute la surface de chaque travée : les piliers, très élevés, supportent une voûte de grande légèreté.
L'église a fait l'objet d'une importante campagne de restauration entre 2010 et 2014
Les chapelles sont dotées de vitraux pour la plupart du XIXe siècle ; le maître-autel est de style baroque. Parmi les statues, il y a notamment un saint Roch ; une descente de croix imposante, datant du aussi XVIIIe siècle a été restauré.
L'ex-voto de l'église Saint-Pierre est un navire de guerre réalisé à la fin du XVIIIe siècle. Ses œuvres vives sont de couleur verte, les œuvres mortes sont de couleur or et vert, complétées de rouge et de bleu. Le navire, qui a pour nom « Le St Roch », est doté de trois mâts et d'une brigantine et quelques voiles d'étai ont été envoyées. Une importante figure de proue dorée, à l'effigie de saint Roch accompagné de son fidèle compagnon, orne le navire.
L'ex-voto marin a, selon toute vraisemblance, été offert par des marins locaux ayant embarqué à bord de bâtiments de la Royale ou ayant pris part à des expéditions lointaines comme c'est le cas pour celui de Cuffy à quelques kilomètres de cet endroit. 
L'enclos de l'ancienne abbaye est divisé en deux cours contiguës, celle de la mense conventuelle, à l'est, à proximité de la collégiale, et, à l'ouest, celle de la mense abbatiale (dite le Château-Gordon) ; il contient l'église, premier édifice du Cher classé parmi les monuments historiques, les lieux réguliers composés du grand bâtiment des religieux, du bâtiment attenant au sud (anciennes cuisines), et de l'aile en retour d'équerre nord-ouest, le bâtiment sur rue de la basse-cour conventuelle, au sud de l'ancien cloître, construit en 1768-1769, et dans lequel fut alors ouverte la grande porte d'entrée de l'abbaye, dans la cour de la mense abbatiale, dont l'étage devait autrefois abriter l'hospice des hôtes ; cet édifice que l'on peut dater de la seconde moitié du 13e siècle, est aujourd'hui le bâtiment le plus ancien de l'abbaye. Appartenant à la mense abbatiale depuis l'institution de la commende, le bâtiment des religieux forme séparation entre les deux cours.

## Historique
Le premier sanctuaire du pays aurait été construit à l’emplacement de l’église actuelle en ce lieu appelé Château-Gordon (Gordonis Castrum) vers le milieu du Ve siècle, par l’ermite saint Romble (sanctus Romulus), évangélisateur de la contrée. En 846, l’archevêque Raoul de Turenne fait la translation à Château-Gordon des reliques de Saint-Satur, martyrisé à Carthage en 203. 
Le premier édifice est restauré en 1034, par la comtesse Mathilde qui fonde une abbaye de chanoines réguliers de Saint-Augustin. Le pape Innocent II l’érige en collégiale. Cette deuxième église romane est consacrée en 1104 par Léger, archevêque de Bourges, mais elle est pillée en 1142 par les seigneurs du voisinage. Elle est réparée en 1144. Quelques portions de ses murs subsistent encore au nord de l’église actuelle.
Deux siècles plus tard, en 1341, l’église ainsi que l’abbaye sont complètement détruites par les Anglais qui occupent Cosne. Dès 1367, sous l’abbatiat de Jean III, les religieux rebâtissent leur monastère et entreprennent la construction d’un nouveau sanctuaire. Ce sera le troisième et c’est l’église actuelle dédiée à saint Guinefort. 
En 1420, l’église et le monastère subissent un nouveau pillage de la part des Anglais. Ceux-ci laissent les bâtiments découverts et en voie de tomber en ruines. En 1454, on commence la reconstruction. De nouvelles dévastations ont lieu en 1567, par les protestants de Sancerre Les réparations partielles ont lieu en 1595. De 1617 à 1626, l’abbé Claude de Toulongeon réussit à terminer les voûtes et à couvrir l’église. En 1757, l’abbaye est supprimée et ses revenus rattachés à la mense épiscopale. L’église devient paroissiale. 1780 voit la construction du clocher actuel et en 1783, on inaugure l’autel majeur. L’église abbatiale de Saint-Satur est, en 1839, le premier en date des édifices classés du département du Cher sur les instances de Prosper Mérimée.
L'édifice est classé au titre des monuments historiques par la liste de 1840.